# Louis François
Louis François (Lavaveix-les-Mines, 24 luglio 1906 – Donnemarie-Dontilly, 15 novembre 1986) è stato un lottatore francese, specializzato nella lotta greco-romana, vincitore della medaglia di bronzo ai Giochi olimpici estivi di Los Angeles 1932 nei pesi gallo.

## Palmarès
- Giochi olimpici estivi

Los Angeles 1932: bronzo nei pesi gallo